# Evening Standard
Az Evening Standard (ejtsd: ívnin sztendöd) egy ingyenes brit bulvárlap, melyet Londonban adnak ki, és ott, illetve Anglia délkeleti részén terjesztenek. Bár gyakorlatilag egy regionális- vagy helyi lapnak tekinthető, meghatározó befolyása van London méretéből és fontosságából adódóan. A lap az egyik legolvasottabb londoni városi lap, erős pénzügyi hangsúllyal, mely mellett nemzeti és nemzetközi híreket is közölnek.

## Története

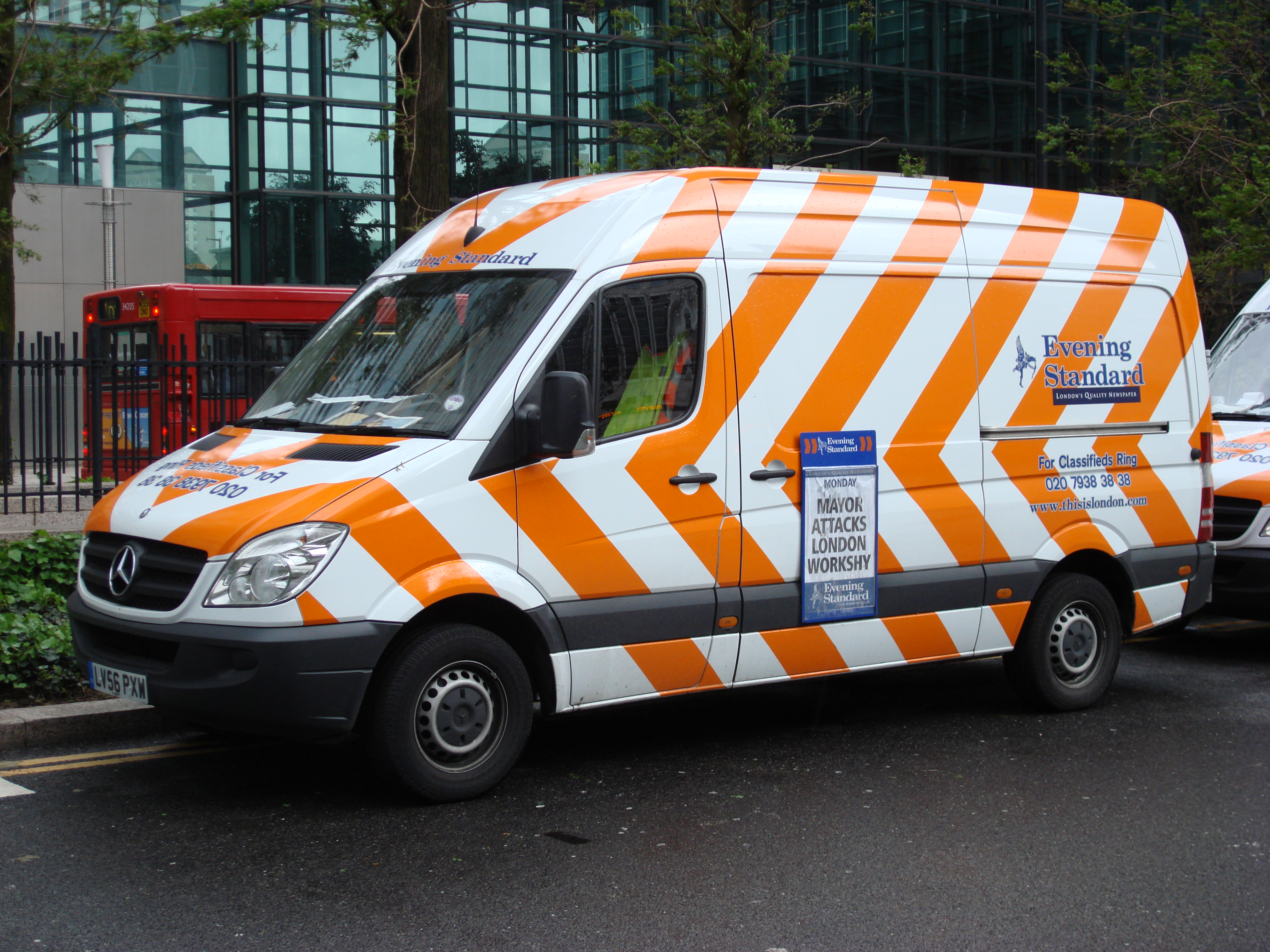
Az Evening Standard messziről megismerhető lapkihordó furgonja

Az újság 1827. május 21-én jelent meg először Standard címen.
Az újságnak korábban naponta négy fizetős változata jelent meg. 2004-től először Standard Lite majd 2006-tól London Lite címen jelent meg az újságnak egy ingyenes, rövidített változata is. 2009-től az egykori KGB-s orosz milliárdos, Alekszandr Lebegyev lett a többségi tulajdonosa. Októbertől a korábbi 50 pennys ár után ingyenes lett, és a példányszáma is 250 000-ről 600 000-re nőtt.

## Érdekességek
Az Eurovízió (Eurovision) nevet az Európai Műsorsugárzók Uniója (EBU) hálózatával kapcsolatban először George Campey brit újságíró használta a London Evening Standard-ben, 1951-ben.